# Oecobius sheari
Espèce
Oecobius sheari est une espèce d'araignées aranéomorphes de la famille des Oecobiidae.

## Distribution
Cette espèce est endémique du Tchad.

## Étymologie
Cette espèce est nommée en l'honneur de William A. Shear.

## Publication originale
- Benoit, 1975 : Notules arachnologiques africaines. IV. Revue Zoologique Africaine, vol. 89, p. 925-933.